# Кравець Іван Ілліч
Іва́н Іллі́ч Кравець (1898 , Завидовичі, Городоцький повіт, Королівство Галичини та Володимирії, Австро-Угорщина  — невідомо ) — український радянський діяч, селянин, голова сільської ради села Завидовичі Городоцького району, голова Городоцького райвиконкому Львівської області. Депутат Верховної Ради УРСР 1-го скликання (1940–1947).

## Біографія
Народився в бідній селянській родині в селі Завидовичі, тепер Городоцький район Львівська область, Україна. З юних років наймитував, працював понад 14 років конюхом на панській конюшні.
З кінця вересня 1939 року — голова селянського комітету (сільської ради) села Завидовичі Городоцького району Львівської області.
З 1940 по червень 1941 року — голова колгоспу імені Леніна села Завидовичі Городоцького району Львівської області.
24 березня 1940 року обраний депутатом Верховної Ради УРСР 1-го скликання по 	Городоцькому виборчому округу № 334 Львівської області.
Під час німецько-радянської війни перебував у евакуації.
З вересня 1944 року — голова виконавчого комітету Городоцької районної ради депутатів трудящих Львівської області.
Член ВКП(б) з 1945 року.

## Нагороди
- орден Вітчизняної війни I ступеня.